# Wanheng Menayothin
Chayaphol Moonsri (Borabue, Tailandia, 27 de octubre de 1985), más conocido como Wanheng Menayothin, es un boxeador tailandés. Ostento el título de peso mínimo del CMB desde 2014 hasta 2020

## Carrera profesional
El 6 de noviembre de 2014, Moonsri derrotó a Oswaldo Novoa por retirada de la esquina en el noveno asalto para ganar el título mínimo del CMB.
El 28 de agosto de 2018, Menayothin alcanzó un récord de 51-0, superando el récord de Floyd Mayweather Jr. al derrotar por decisión unánime a Pedro Taduran en una pelea obligatoria del peso mínimo del CMB.

## Récord profesional
| 55 Ganadas (19 KOs), 3 Derrotas |        |                      |      |               |            |                                                               |                                                                         |
| Res.                            | Récord | Oponente             | Tipo | Rd., Tiempo   | Datos      | Localidad                                                     | Notas                                                                   |
| D                               | 55–3   | Thammanoo Niyomtrong | UD   | 12            | 20/07/2022 | Chonburi Provincial Ground, Chonburi, Tailandia               | Por el título mundial WBA peso paja                                     |
| D                               | 55–2   | Panya Pradabsri      | UD   | 12            | 29/03/2022 | Rangsit Stadium, Rangsit, Tailandia                           | Por el título mundial WBC peso paja                                     |
| G                               | 55–1   | Jinnawat Rienpit     | KO   | 3 (6), 0:45   | 02/11/2021 | City Hall Ground, Nakhon Sawan, Tailandia                     | Pierde el título mundial WBC peso paja                                  |
| D                               | 54–1   | Panya Pradabsri      | UD   | 12            | 27/11/2020 | City Hall Ground, Nakhon Sawan, Tailandia                     | Pierde el título mundial WBC peso paja                                  |
| G                               | 54–0   | Simphiwe Khonco      | UD   | 12            | 26/10/2019 | Chonburi, Tailandia                                           | Retiene el título mundial WBC peso paja                                 |
| G                               | 53–0   | Tatsuya Fukuhara     | TD   | 8 (12)        | 31/05/2019 | Chonburi, Tailandia                                           | Retiene el título mundial WBC peso paja                                 |
| G                               | 52–0   | Mektison Marganti    | UD   | 6             | 16/11/2018 | Sofia Hotel, Prachinburi, Tailandia                           |                                                                         |
| G                               | 51–0   | Pedro Taduran        | UD   | 12            | 28/08/2018 | Nakhon Sawan, Tailandia                                       | Retiene el título mundial WBC peso paja                                 |
| G                               | 50–0   | Leroy Estrada        | KO   | 5 (12)        | 02/05/2018 | Nakhon Ratchasima, Tailandia                                  | Retiene el título mundial WBC peso paja                                 |
| G                               | 49–0   | Tatsuya Fukuhara     | UD   | 12            | 25/11/2017 | Suranari Central Stadium, Nakhon Ratsachima, Tailandia        | Retiene el título mundial WBC peso paja                                 |
| G                               | 48–0   | Jack Amisa           | UD   | 6             | 25/08/2017 | City Hall Ground, Chonburi, Tailandia                         |                                                                         |
| G                               | 47–0   | Omari Kimweri        | UD   | 12            | 03/06/2017 | Provincial Stadium, Rayong, Tailandia                         | Retiene el título mundial WBC peso paja                                 |
| G                               | 46–0   | Jeysever Abcede      | UD   | 6             | 31/03/2017 | Bangmod Wittaya School, Chom Thong, Tailandia                 |                                                                         |
| G                               | 45–0   | Melvin Jerusalem     | UD   | 12            | 25/01/2017 | Institute of Physical Education Stadium, Sukhothai, Tailandia | Retiene el título mundial WBC peso paja                                 |
| G                               | 44–0   | Silem Serang         | PTS  | 6             | 14/12/2016 | Nakhon Ratchasima, Tailandia                                  |                                                                         |
| G                               | 43–0   | Saúl Juárez          | UD   | 12            | 2/08/2016  | City Hall Ground, Chonburi, Tailandia                         | Retiene el título mundial WBC peso paja                                 |
| G                               | 42–0   | Edo Anggoro          | KO   | 4 (8)         | 27/05/2016 | Night Bazzar, Ayutthaya, Tailandia                            |                                                                         |
| G                               | 41–0   | Go Odaira            | TKO  | 5 (12), 2:00  | 3/03/2016  | City Hall Ground, Nakhon Ratchasima, Tailandia                | Retiene el título mundial WBC peso paja                                 |
| G                               | 40–0   | Young Gil Bae        | TKO  | 9 (12), 2:15  | 24/11/2015 | City Hall Ground, Chonburi, Tailandia                         | Retiene el título mundial WBC peso paja                                 |
| G                               | 39–0   | Ardi Buyung          | TKO  | 4 (6)         | 08/10/2015 | Siam Paradise Entertainment Centre, Bangkok, Tailandia        |                                                                         |
| G                               | 38–0   | Jerry Tomogdan       | KO   | 9 (12), 1:04  | 02/06/2015 | 11th Inf Reg, Bangkok, Tailandia                              | Retiene el título mundial WBC peso paja                                 |
| G                               | 37–0   | Jeffrey Galero       | UD   | 12            | 05/02/2015 | City Hall Ground, Nakhon Sawan, Tailandia                     | Retiene el título mundial WBC peso paja                                 |
| G                               | 36–0   | Oswaldo Novoa        | RTD  | 9 (12), 3:00  | 06/11/2014 | City Hall Ground, Chonburi, Tailandia                         | Gana el título mundial de la WBC peso paja                              |
| G                               | 35–0   | Samuel Tehuayo       | UD   | 6             | 27/06/2014 | Night Bazzar, Ayutthaya, Tailandia                            |                                                                         |
| G                               | 34–0   | Domi Nenokeba        | TKO  | 4 (6)         | 25/04/2014 | Central Stadium, Phitsanulok, Tailandia                       |                                                                         |
| G                               | 33–0   | Heri Amol            | UD   | 6             | 28/03/2014 | Chokchai 4 Market, Bangkok, Tailandia                         |                                                                         |
| G                               | 32–0   | Madit Sada           | UD   | 6             | 27/12/2013 | Siam Paradise Entertainment Centre, Bangkok, Tailandia        |                                                                         |
| G                               | 31–0   | Jack Amisa           | UD   | 10            | 31/10/2013 | Hat Yai, Tailandia                                            |                                                                         |
| G                               | 30–0   | Yuma Iwahashi        | UD   | 12            | 30/08/2013 | City Hall Ground, Chonburi, Tailandia                         | Retiene el título WBC International peso paja                           |
| G                               | 29–0   | Domi Nenokeba        | TKO  | 2 (6)         | 24/07/2013 | Central Stadium, Phitsanulok, Tailandia                       |                                                                         |
| G                               | 28–0   | Raul Pusta, Jr.      | TKO  | 9 (12), 1:14  | 31/05/2013 | Toyota Office, Kanchanaburi, Tailandia                        | Retiene el título WBC International peso paja                           |
| G                               | 27–0   | Samuel Tehuayo       | UD   | 6             | 29/03/2013 | Thungsimuang, Udon Thani, Tailandia                           |                                                                         |
| G                               | 26–0   | Jack Amisa           | UD   | 6             | 25/01/2013 | Wat Bannamtieng, Maha Sarakham, Tailandia                     |                                                                         |
| G                               | 25–0   | Roilo Golez          | UD   | 12            | 03/12/2012 | 11th Inf Reg, Bangkok, Tailandia                              | Retiene el título WBC International peso paja                           |
| G                               | 24–0   | Jerson Luzarito      | TKO  | 8 (12), 1:40  | 28/09/2012 | Kad Choengdoi, Chiang Mai, Tailandia                          | Retiene el título WBC International peso paja                           |
| G                               | 23–0   | Safwan Lombok        | UD   | 6             | 22/06/2012 | Bungkum, Bangkok, Tailandia                                   |                                                                         |
| G                               | 22–0   | Boy Tanto            | TKO  | 2             | 27/04/2012 | Nakhon Pathom, Tailandia                                      |                                                                         |
| G                               | 21–0   | Jonathan Refugio     | TKO  | 9 (12), 2:40  | 24/02/2012 | Siam Cociety Hotel and Resort, Bangkok, Tailandia             | Retiene el título WBC International peso paja                           |
| G                               | 20–0   | Albert Alcoy         | UD   | 6             | 23/12/2011 | 11th Inf Reg, Bangkok, Tailandia                              |                                                                         |
| G                               | 19–0   | Crison Omayao        | UD   | 12            | 11/11/2011 | Thabo, Nong Khai, Tailandia                                   | Gana el título vacante WBC International peso paja                      |
| G                               | 18–0   | Jetly Purísima       | KO   | 11 (12), 0:47 | 20/09/2011 | Municipal Stadium, Kanchanaburi, Tailandia                    | Retiene el título WBC International Silver peso paja                    |
| G                               | 17–0   | Florante Condes      | UD   | 12            | 24/06/2011 | Chokchai 4 Market, Bangkok, Tailandia                         | Retiene el título WBC International Silver peso paja                    |
| G                               | 16–0   | Noli Morales         | TD   | 6 (12), 2:12  | 31/03/2011 | Sara Buri, Tailandia                                          | Retiene el título WBC International Silver peso paja                    |
| G                               | 15–0   | Remy Cuambot         | TD   | 10 (12), 1:57 | 06/01/2011 | Central Stadium, Nakhon Phanom, Tailandia                     | Gana el título vacante WBC International Silver peso paja; Unanimous TD |
| G                               | 14–0   | Jayson Rotoni        | UD   | 12            | 06/08/2010 | Light Infantry Boxing Arena, Bangkok, Tailandia               | Retiene el título WBC interino International peso paja                  |
| G                               | 13–0   | Ronelle Ferreras     | UD   | 12            | 30/04/2010 | Ayutthaya Park, Ayutthaya, Tailandia                          | Retiene el título WBC interino International peso paja                  |
| G                               | 12–0   | Jayson Rotoni        | UD   | 12            | 24/12/2009 | 11th Inf Reg, Bangkok, Tailandia                              | Gana el título WBC interino International peso paja                     |
| G                               | 11–0   | Justin Golden Boy    | KO   | 3 (10), 2:21  | 02/10/2009 | Provincial School, Nakhon Phanom, Tailandia                   | Retiene título WBC Youth World peso paja                                |
| G                               | 10–0   | Ruel Lagunero        | UD   | 10            | 26/06/2009 | City Hall Ground, Nakhon Ratchasima, Tailandia                | Retiene título WBC Youth World peso paja                                |
| G                               | 9–0    | Adi Nukung           | UD   | 10            | 25/02/2009 | Ayutthaya Park, Ayutthaya, Tailandia                          | Retiene título WBC Youth World peso paja                                |
| G                               | 8–0    | Ardin Diale          | UD   | 10            | 31/10/2008 | Chokchai Four, Bangkok, Tailandia                             | Retiene el título WBC Youth World peso paja                             |
| G                               | 7–0    | Kuk Chok Jo          | TKO  | 6 (10)        | 29/08/2008 | Railway Station Boxing Arena, Sara Buri, Tailandia            | Retiene el título WBC Youth World peso paja                             |
| G                               | 6–0    | Sofyan Effendi       | UD   | 10            | 25/04/2008 | Bangkok, Tailandia                                            | Retiene el título WBC Youth World peso paja                             |
| G                               | 5–0    | Armando dela Cruz    | KO   | 5 (10)        | 24/10/2007 | Wat Yai Klang, Bang Phli, Tailandia                           | Retiene el título WBC Youth World peso paja                             |
| G                               | 4–0    | Dennis Juntillano    | UD   | 10            | 31/07/2007 | District Office, Chom Thong, Tailandia                        | Retiene título WBC Youth World peso paja                                |
| G                               | 3–0    | Ma Yi Ming           | TKO  | 1 (10), 2:21  | 30/03/2007 | Mathayom Wat Sing School, Samut Prakan, Tailandia             | Gana el título vacante WBC Youth peso paja                              |
| G                               | 2–0    | Danny Linasa         | UD   | 8             | 23/02/2007 | Chokchai 4 Center, Bangkok, Tailandia                         |                                                                         |
| G                               | 1–0    | Roel Gade            | UD   | 6             | 26/01/2007 | City Hall, Tak, Tailandia                                     |                                                                         |